# Dolinka (powiat człuchowski)
Dolinka (kaszb. Dòlinkô) – osada  w Polsce, położona w województwie pomorskim, w powiecie człuchowskim, w gminie Przechlewo.
Mała osada kaszubska, którą stanowi pojedyncza zagroda nad Brdą i jeziorem Szczytno Wielkie, jest częścią składową sołectwa Pakotulsko.
W latach 1975–1998 miejscowość położona była w województwie słupskim.